# Власенко Ірина Володимирівна
Ірина Володимирівна Власенко (24 жовтня 1965, м. Кривий Ріг, Дніпропетровської області) — українська письменниця, дипломантка Міжнародного конкурсу «Коронація слова» (2017, 2019), лауреатка Державної премії ім. М.В. Гоголя (2019). Живе та працює в Києві.

## Життєпис
Народилася 24 жовтня 1965 року у місті Кривий Ріг Дніпропетровської області в родині військового і учительки. У 1983 році закінчила середню школу № 20 у місті Кам'янське (тоді Дніпродзержинськ). Після чого вступила до Київського Національного педагогічного університету імені М.Драгоманова, факультет російської філології (спеціальність вчитель російської мови і літератури). Працювала вчителькою російської мови і літератури в Києві, а після одруження у російському місті Нижній Новгород.
З 2002 року проживає в Києві. Працювала менеджеркою з продажів у різних компаніях. Захоплювалася популярною психологією. Пробувала себе у ролі позаштатної журналістки. Пише статті на «жіночі» і морально-етичні теми: про психологію стосунків, кохання, виховання, історії відомих особистостей. І стає відомою і улюбленою авторкою мережевих жіночих ресурсів, чиї часом провокативні і контраверсійні статті викликають жваві обговорення у читацької аудиторії. Пробує писати вірші і прозу. Публікує їх у мережевих літературно-художніх виданнях: «Нова література», "Сніговий ком" та інші.
Відчуваючи, що комерційна діяльність заважає самореалізації, з 2012 року повертається до роботи в школі. Працює учителькою зарубіжної літератури у інноваційному закладі освіти «Центрі дистанційної освіти «Джерело».
Після Революції гідності свідомо почала писати українською. Має блог.

## Творчість
Перші статті, вірші і прозу Ірина Власенко публікувала у мережі російською мовою.
У 2006 році Власенко вперше спробувала писати у біографічному жанрі. У російському видавництві «Білий город» вийшла книга «Андрій Подшивалов» – збірка біографічних новел про російського художника А. Подшивалова (російською).
У 2009 році сучасний міський роман «Синдром зародка», який піднімає гострі соціально-психологічні проблеми сучасності, зокрема абортів і покинутих дітей, потрапив у фінал конкурсу "Євроформат-2009" [Архівовано 25 червня 2011 у Wayback Machine.], але тільки у 2015 книга вийшла в електронному вигляді у видавництві Стрельбицького, а 2019 році у паперовому варіанті у видавництві «Кондор» [Архівовано 14 березня 2022 у Wayback Machine.].
З 2016 року бере участь у колективному проєкті видавництва КМ-букс в серії короткої прози "Дорожні історії".
У 2017 році рукопис роману «Чужі скарби» отримав Спеціальну відзнаку за розкриття суспільної проблеми від Київського університету імені Б. Грінченка на «Коронації слова». У 2018 році у видавництві «VIVAT» вийшла однойменна книга. А 2019 року цей роман став лауреатом Державної премії імені М. В. Гоголя.
Питання пошуку української ідентичності, якому присвячено більшу частину оповіді, стало темою наукового дослідження у колективній монографії кафедри української літератури і компаративістики та кафедри світової літератури Інституту філології Київського університету імені Бориса Грінченка «Типологія ідентичностей у художньому і критичному дискурсах».
У 2019 диплом «Коронації слова» отримав рукопис роману Ірини Власенко «Всередині яблука».
В цьому ж році у видавництві «Юніверс» вийшла книга «Учителька німецької», заснована на реальних подіях, авторкою ідеї книги стала Холодняк Людмила, що розповіла історію своєї матері-іспанки, яка дівчинкою потрапила у СРСР під час громадянської війни 1936 року в Іспанії. Книга була презентована на Міжнародному фестивалі української культури у місті Барселона.
У 2020 році у видавництві «Кондор» [Архівовано 14 березня 2022 у Wayback Machine.] вийшов роман «Квітка з Манхеттена», присвячений американський співачці з українським корінням Квітці Цісик.
У 2020 році книга "Учителька німецької" потрапила у короткий список літературної премії "Зустріч".
Реалістичні твори письменниці присвячені соціально-психологічним проблемам сучасності, які тісно пов’язані зі складною і суперечливою історією України.
В 2020 році видавництвом «Фоліо» була започаткована серія "Мистецькі біографії". Це белетризовані біографії відомих українських митців, спроба художньо переосмислити життя відомих особистостей. У своїх книгах Ірина Власенко використовує документальні свідчення сучасників і дослідників, вказує джерела інформації, в діалогах використовує реальні зафіксовані письмово фрази відомих людей. Тому біографії виходять максимально наближеними до реальності. В серії "Мистецькі біографії" вже написано 5 книжок: «Квітка», «Саша», «Утікач Тодось», «Симон» і «Хвиля».
В 2023 році за роман "Глибокі ріки течуть нечутно" письменниця отримала диплом переможця шостого Всеукраїнського літературного конкурсу ім. Григора Тютюнника у номінації "Проза". Нагородою в конкурсі стало видання книги у видавництві "Український пріоритет".

## Відзнаки
- 2017 — Спеціальна відзнака за розкриття суспільної проблеми від Київського університету імені Б. Грінченка на «Коронації слова» за роман «Чужі скарби»;
- 2019 — Державна премія ім. М. Гоголя за роман «Чужі скарби»[12];
- 2019 — Диплом "Коронації слова" за рукопис роману "Всередині яблука"
- 2020 — Відзнака "Вибір видавництва “Кондор” – “Спіраль мовчання” ("Коронація слова-2020)[13]
- 2020 — Диплом І ступеню у номінації  Прозові твори Міжнародного літературного конкурсу прозових україномовних видань«DNIPRO-BOOK-FEST-2020» за книгу "Синдром зародка"[14]
- 2022 — Переможець Всеукраїнського конкурсу імені Григора Тютюнника у номінації "проза", за твір «Глибокі ріки течуть нечутно»[15]
- 2022 — Фіналістка "Коронації слова" за рукопис роману "Музика вітру"
- 2022 — Спеціальна відзнака "Вибір видавця" (Фоліо "Музика вітру")  на "Коронації слова 2022";
- 2024 — Лауреатка літературно-мистецької премії імені Володимира Малика в номінації «Література та публіцистика»[16];